# Weltstadthaus
Il Weltstadthaus è un edificio che ospita un grande magazzino situato a Colonia, in Germania. Progettato da Renzo Piano e completato nel 2005, dopo una lunga battaglia legale riguardante l'ingegneria strutturale dell'edificio principale. È localizzato nella principale arteria stradale della città, il Nord-Süd-Fahrt, e si affaccia sulla via dello shopping più frequentata d'Europa, la Schildergasse.
Con la sua insolita forma arrotondata che ricorda quella di una nave, ma anche quella di una balena spiaggiata, occupa una superficie di 14.400 m², su una lunghezza di 130 m per una larghezza di 60 m. L'atrio offre una vista dei cinque piani dell'edificio, che si eleva a un'altezza di 36 m. La facciata in vetro di 4900 m² è costituita da 6800 pannelli singoli e 66 massicci travi laminate di larice siberiano. La facciata nord è composta da 4.400 m² di pietra naturale.